# Гоменюк, Иван Артёмович
Ива́н Артёмович Гоменю́к (укр. Іван Артемович Гоменюк; 11 июня 1943, Новоселица, Одесская область — 25 марта 2021) — украинский государственный деятель, депутат Верховной рады Украины I созыва (1990—1994), бывший председатель Запорожского районного совета (2006—2014).

## Биография
Родился 11 июля 1943 года в селе Новоселица, в рабочей семье
В 1966 году окончил образование высшее, Киевский институт народного хозяйства им. Д. С. Коротченко по специальности «инженер-экономист», также окончил Высшую партийную школу при ЦК КП УССР.
С 1966 года работал главным экономистом совхоза «Мокрянка», с 1973 года был директором совхоза «Коминтерн» Запорожского района Запорожской области.
С 1969 года был членом КПСС.
С 1976 года находился на партийной работе, был вторым секретарём Запорожского райкома КП УССР, с 1981 года занимал должность главы Запорожского районного Совета народных депутатов.
В 1990 году в ходе первых альтернативных парламентских выборов в Украинской ССР был выдвинут кандидатом в народные депутаты трудовым коллективом совхоза «Путь Ленина», 4 марта 1990 года в первом туре был избран народным депутатом Верховного совета Украинской ССР XII созыва (в дальнейшем — Верховной рады Украины I созыва) от Запорожского избирательного округа № 191 Запорожской области, набрал 53,26 % голосов среди 2 кандидатов. В парламенте являлся членом комиссии по вопросам возрождения и социального развития села. Сложил депутатские полномочия 18 июня 1992 года в связи с назначением на должность представителя Президента Украины в Запорожском районе Запорожской области.
С 1994 года был председателем Запорожского районного совета, с 1995 по 2002 год — председателем Запорожской районной государственной администрации Запорожской области.
С апреля 2006 по август 2014 год занимал должность председателя Запорожского районного совета, до марта 2014 года был членом Партии регионов. 28 августа 2014 года на сессии Запорожского районного совета Гоменюку был выражен вотум недоверия, за который проголосовал 31 депутат из 38
Женат, имеет двоих детей.